# NGC 3154
NGC 3154 (другие обозначения — UGC 5507, MCG 3-26-40, ZWG 93.71, IRAS10103+1716, PGC 29759) — спиральная галактика (Sb) в созвездии Лев.
Этот объект входит в число перечисленных в оригинальной редакции «Нового общего каталога».
В галактике вспыхнула сверхновая SN 2008hx типа II, её пиковая видимая звездная величина составила 18,7.